# Estádio Feliciano Cáceres
O Estádio Feliciano Cáceres é um estádio de futebol localizado na cidade de Luque, no Paraguai. Devido a Copa América 1999, o estádio foi demolido e reconstruido, tendo capacidade atual para 27.000 torcedores. É utilizado pelo Club Sportivo Luqueño no Campeonato Paraguaio de Futebol.
Também foi sede de alguns jogos do Campeonato Sul-Americano de Futebol Sub-20 de 2007 e do Campeonato Sul-Americano de Futebol Sub-17 de 2015.

## Caracteristicas
O estádio conta com sala de imprensa, sala do corpo médico, sala para palestras técnicas, quatro vestiários modernos com respectivos banheiros, vestiário para árbitros, ginásio equipado, 32 cabines para jornalistas, cada uma com linha telefônica e estacionamento próprio para veículos.

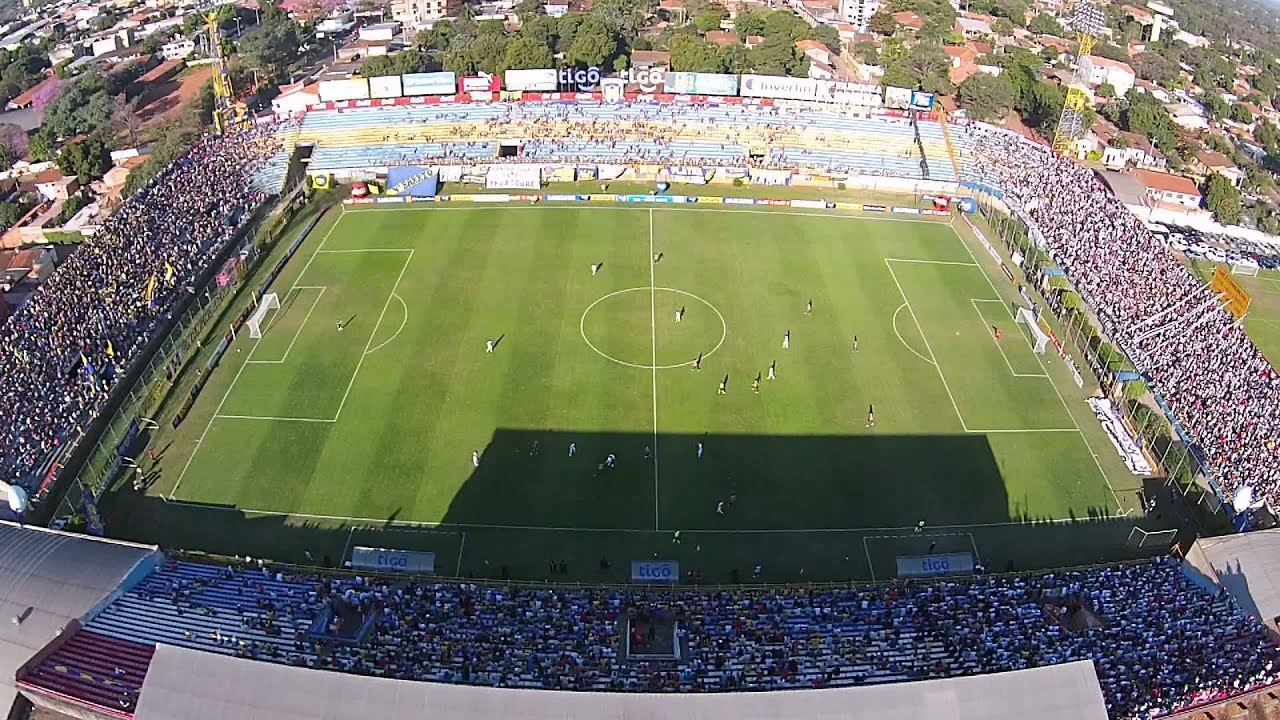
Estadio Feliciano Cáceres

Possui ainda sistema de internet de alta tecnologia para eventos internacionais, Sala VIP, camarotes privativos, elevadores e irrigação automática pra o gramado 